# Isidro Leyva
Isidro Leyva (* 25. April 1999) ist ein spanischer Leichtathlet, der sich auf den Stabhochsprung spezialisiert hat.

## Sportliche Laufbahn
Erste internationale Erfahrungen sammelte Isidro Leyva im Jahr 2015, als er bei den Jugendweltmeisterschaften in Cali mit übersprungenen 4,55 m in der Qualifikationsrunde ausschied. Anschließend belegte er beim Europäischen Olympischen Jugendfestival (EYOF) in Tiflis mit 4,60 m den vierten Platz. Im Jahr darauf gelangte er bei den erstmals ausgetragenen Jugendeuropameisterschaften ebendort mit 4,80 m auf Rang sieben und auch bei den U20-Europameisterschaften in Grosseto wurde er mit 5,10 m Siebter. 2019 brachte er bei den U23-Europameisterschaften in Gävle keinen gültigen Versuch in der Qualifikation zustande und 2022 belegte er bei den Mittelmeerspielen in Oran mit 5,45 m den fünften Platz. Im Jahr darauf wurde er bei der 1. Liga der Team-Europameisterschaft im Rahmen der Europaspiele in Chorzów mit 5,10 m Achter im B-Finale. 2024 gewann er bei den Ibero-Amerikanischen Meisterschaften in Cuiabá mit 5,45 m die Silbermedaille hinter seinem Landsmann Aleix Pi.
2020 wurde Leyva spanischer Meister im Stabhochsprung im Freien sowie 2021, 2023 und 2024 in der Halle.